# 2. ceremonia wręczenia nagród Goya
2. ceremonia wręczenia hiszpańskich nagród filmowych Goya odbyła się 22 marca 1988 roku w Palacio de Congresos w Madrycie. Galę rozdania nagród poprowadził Fernando Rey.

## Laureaci
Laureaci nagród wyróżnieni są wytłuszczeniem

### Najlepszy film
- El bosque animado
- Divinas palabras
- El Lute: camina o revienta

### Najlepsza reżyseria
- José Luis Garci za film Asignatura aprobada
- Bigas Luna za film Angustia
- Vicente Aranda za film El Lute: camina o revienta

### Najlepszy scenariusz
- Rafael Azcona do filmu	El bosque animado
- Manuel Matji do filmu La guerra de los locos
- Rafael Azcona i Luis García Berlanga do filmu	Maurowie i chrześcijanie

### Najlepszy aktor
- Alfredo Landa za rolę w filmie El bosque animado
- Imanol Arias za rolę w filmie El Lute: camina o revienta
- José Manuel Cervino za rolę w filmie La guerra de los locos

### Najlepszy aktor drugoplanowy
- Juan Echanove za rolę w filmie Divinas palabras
- Juan Echanove za rolę w filmie Maurowie i chrześcijanie
- Pedro Ruiz za rolę w filmie Maurowie i chrześcijanie

### Najlepsza aktorka
- Verónica Forqué za rolę w filmie La vida alegre
- Victoria Abril za rolę w filmie El Lute: camina o revienta
- Irene Gutiérrez Caba za rolę w filmie La casa de Bernarda Alba

### Najlepsza aktorka drugoplanowa
- Verónica Forqué za rolę w filmie Maurowie i chrześcijanie
- Marisa Paredes za rolę w filmie Cara de acelga
- Terele Pávez za rolę w filmie Laura, del cielo llega la noche

### Najlepszy zagraniczny film hiszpańskojęzyczny
- film: Lo que importa es vivir, reżyser: Luis Alcoriza, kraj: Meksyk
- film: Hombre mirando al sudeste, reżyser: Eliseo Subiela, kraj: Argentyna
- film: Un hombre de éxito, reżyser: Humberto Solás, kraj: Kuba

### Najlepsza muzyka
- José Nieto do filmu El bosque animado
- Milladoiro do filmu Divinas palabras
- Raúl Alcover do filmu Los invitados

### Najlepsze zdjęcia
- Fernando Arribas w filmie Divinas palabras
- Javier Aguirresarobe w filmie El bosque animado
- Hans Burmann w filmie La rusa

### Najlepszy montaż
- Pablo del Amo za film Divinas palabras
- Julio Peña za film La estanquera de Vallecas
- José Luis Matesanz za film Mi general

### Najlepsza scenografia
- Rafael Palmero w filmie La casa de Bernarda Alba
- Félix Murcia w filmie El bosque animado
- Eduardo Torre de la Fuente w filmie La monja alférez

### Najlepsze kostiumy
- Javier Artiñano w filmie El bosque animado
- Javier Artiñano w filmie A los cuatro vientos
- Javier Artiñano w filmie La casa de Bernarda Alba

### Najlepszy dźwięk
- Miguel Ángel Polo i Enrique Molinero w filmie Divinas palabras
- Bernardo Menz i Enrique Molinero w filmie El bosque animado
- Carlos Faruolo i Enrique Molinero w filmie El pecador impecable

### Najlepszy kierownik produkcji
- Marisol Carnicero w filmie Cara de acelga
- Mario Morales w filmie Asignatura aprobada
- Daniel Vega w filmie Policía

### Najlepsze efekty specjalne
- Francisco Teres w filmie Angustia
- Julián Martín w filmie A los cuatro vientos
- John Collins w filmie Descanse en piezas

### Goya Honorowa
- Rafaela Aparicio (aktorka)